# 青 (SPYAIRの曲)
「青」（あお）は、日本のロックバンド・SPYAIRの楽曲。同バンドの24枚目のCDシングルとして、2024年10月30日にSony Music Associated Recordsからリリースされた。

## 解説
前作EP「オレンジ」から約8ヶ月ぶり、CDシングルとしては「One Day」以来約4年ぶりのリリースとなる。YOSUKE加入後、初のCDシングルリリース。
表題曲は、日本テレビ・読売テレビ系アニメ『青のミブロ』のオープニングテーマとなっている。カップリングには春の全国ツアー『SPYAIR TOUR 2024 -ORANGE-』のファイナル公演より「ジャパニケーション」「ROCKIN' OUT」のライブ音源を収録。期間生産限定盤は『青のミブロ』描き下ろしデジパック仕様のパッケージとなっており、「青」のTV Sizeが収録される。

## 収録曲
1. 青
  - 日本テレビ・読売テレビ系アニメ『青のミブロ』オープニングテーマ
2. ジャパニケーション（Live at EX THEATER ROPPONGI 2024.5.5）
3. ROCKIN' OUT（Live at EX THEATER ROPPONGI 2024.5.5)
4. 青（Anime Size）
  - 期間生産限定盤のみ
5. 青（Instrumental）